# Cordillère Arctique
La cordillère Arctique est une vaste chaîne de montagnes du Canada, profondément découpée, s'étirant le long de la façade est de l'archipel Arctique depuis l'île d'Ellesmere jusque dans le Nord-Est de la péninsule d'Ungava, le Nord du Québec et le Nord du Labrador. Elle couvre la majeure partie de la côte orientale du Nunavut avec des pics glacés s'élevant au travers de glaciers et comprend certains des plus grands glaciers du Canada dont la calotte glaciaire Penny sur l'île de Baffin. Elle est bordée du nord au sud par l'océan Arctique, la mer de Lincoln, la mer de Baffin, le détroit de Davis et la mer du Labrador.

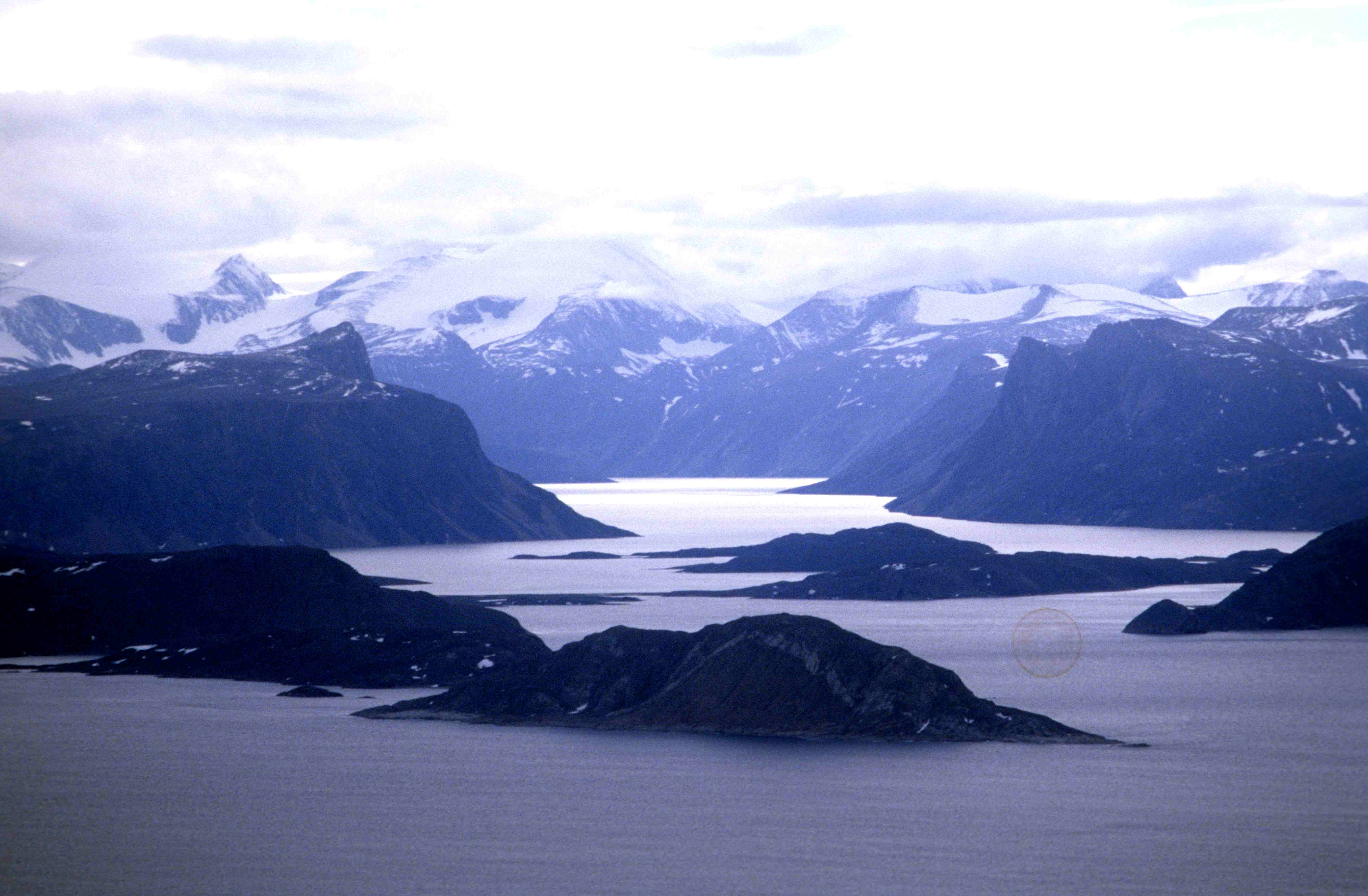
Nord du parc national Auyuittuq (Home Bay, détroit de Davis).

La majeure partie de la chaîne se trouve au Nunavut mais s'étend au sud-est dans la partie la plus septentrionale du Labrador et dans le Nord-Est du Québec où elle comprend les monts Torngat. Elle se divise en une série de chaînes secondaires, avec des montagnes dépassant les 2 000 mètres. Son point le plus élevé est le mont Barbeau sur l'île d'Ellesmere avec une altitude de 2 616 mètres qui est en Amérique du Nord le plus haut point à l'est des montagnes Rocheuses. Un autre sommet notable est le mont Odin, situé sur l'île de Baffin.